# Sonia Blanco
Sonia Blanco Bernal (24 de abril de 1973) é uma ex-basquetebolista profissional espanhola.

## Carreira
Sonia Blanco integrou Seleção Espanhola de Basquetebol Feminino em Atenas 2004, terminando na sexta posição.